# Limosina paralbinveris
Limosina paralbinveris är en tvåvingeart som beskrevs av Papp 1973. Limosina paralbinveris ingår i släktet Limosina och familjen hoppflugor. Inga underarter finns listade i Catalogue of Life.